# Megadorus megadorus
Megadorus megadorus är en rundmaskart. Megadorus megadorus ingår i släktet Megadorus och familjen Aphelenchidae. Inga underarter finns listade i Catalogue of Life.